# Dagerrotípia

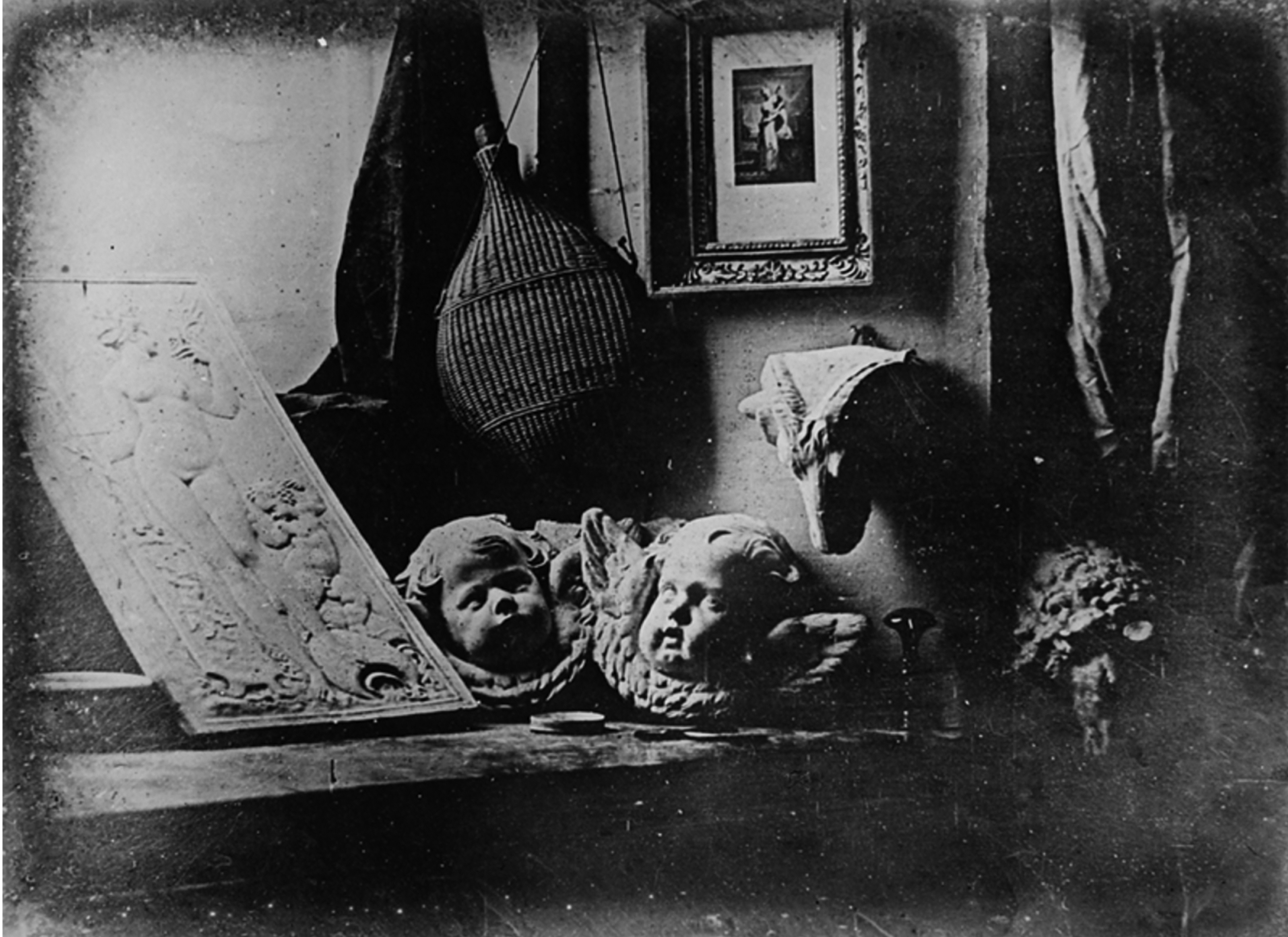
Az első ismert dagerrotípia: Louis Daguerre:Egy ritkasággyűjtemény darabjai (1837)

A dagerrotípia a fotográfiában az elsőként gyakorlati használatba került képrögzítési eljárás volt, melyet Louis Daguerre és Joseph Nicéphore Niépce fejlesztettek ki. A dagerrotípiák használata az 1850-es évek elejéig volt széles körben elterjedt (párhuzamosan a talbotípia eljárással), a gyakorlatból a nedves kollódiumos eljárás és az albuminpapír páros szorította ki. Népszerűsége sokáig töretlen maradt, annak ellenére, hogy az üveglemezre vagy papírra készített képek gyorsabban, olcsóbban és egyszerűbben elkészíthetőek voltak.

## Története

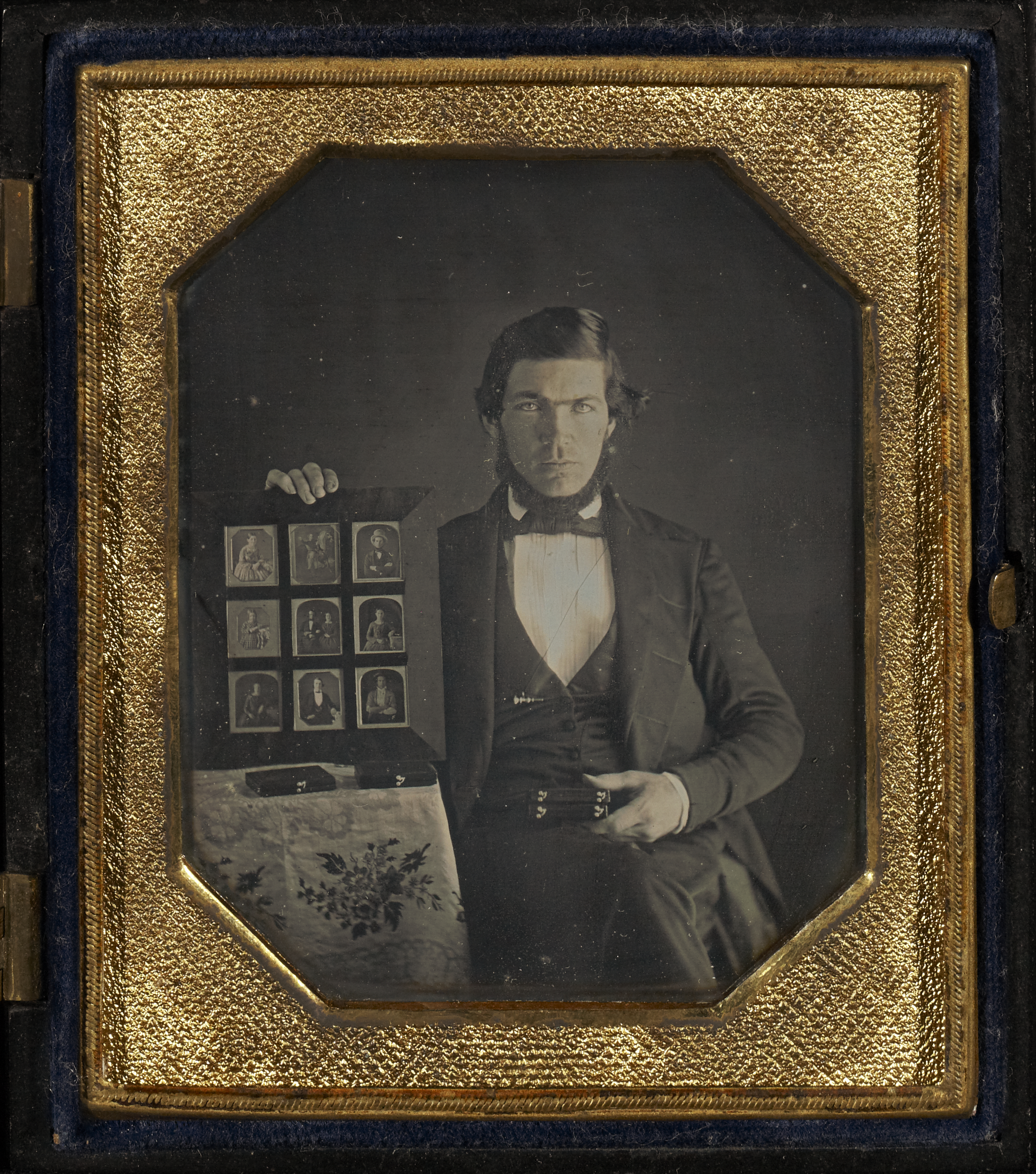
Dagerrotípia-készítő (1845)

Nicéphore Niépce és Louis Daguerre 1827-ben együttműködési szerződést kötött a camera obscura által rajzolt kép rögzítésének megoldására. Bár Niépce korábbi próbálkozásait siker koronázta, 1827-ben elkészítette a világ első fényképét, de a bonyolult kivitelezés, előhívás és a lehetetlenül hosszú (közel 8 órás) megvilágítási idő miatt nem volt jó megoldás.
Tíz évnyi kutató és kísérletező munka után, 1837-ben sikerült Daguerre-nek elkészítenie az első dagerrotípiás fotót. Bemutatta találmányát François Arago francia fizikusnak. Arago nagyra értékelte a találmányt, 1839. január 9-én bejelentette a Francia Akadémián, és megvételre ajánlotta a kormánynak, amely élt is ezzel a lehetőséggel. A feltalálóknak életjáradékot fizettek, évi 6000 frankot Daguerre-nek, 4000-et pedig Niépce örökösének, majd a felfedezést 1839. augusztus 19-én a világnak ajándékozták, hogy bárki szabadon foglalkozhasson a fényképezéssel. Ez a nap egyben a fotográfia megszületésének napja is.
A munka oroszlánrészét Niépce oldotta meg, Daguerre csak kisebb részben járult a sikerhez, azonban mivel Niépce 1833-ban meghalt és a közöttük fennálló együttműködési szerződést Daguerre Niépce fiával újrakötötte, ebben már 60-40% arányban a maga javára billentette a találmány tulajdonrészét valamint az eljárást is saját magáról dagerrotípiának (Daguerréotype) nevezte el.
Az Országos Műszaki Múzeum gyűjteményében található egy 1839-es dagerrotípia, amelyet Daguerre készített és ajándékozott gróf Apponyi Antalnak, az Osztrák–Magyar Monarchia párizsi követének, a felfedezés bizonyítására.
Magyarországon 1840. augusztus 29-én készülhetett az első dagerrotípia fotó, amikor Vállas Antal a Magyar Tudós Társaság 1840-ben tartott 11. „nagy gyűlésén” bemutatta az eljárást. A Dunáról és a királyi várról készített két képet – a korabeli leírások szerint. Az első magyar nyelvű szakkönyv az eljárásról (a Daguerre-féle kiadvány német változata alapján) a piarista Zimmermann Jakab, a bécsi Theresianum tanárának fordításában jelent meg, 1840-ben.

## Az eljárás

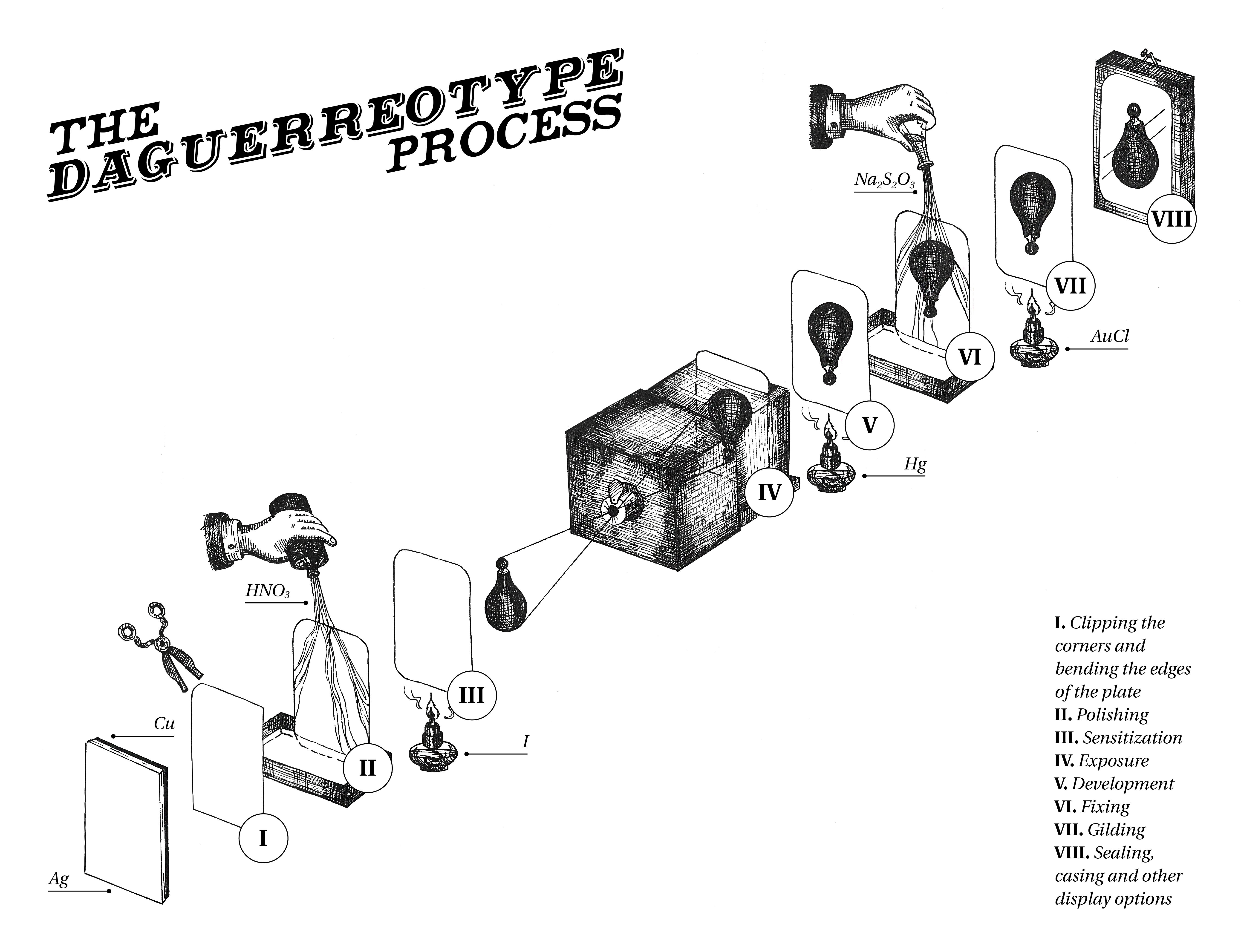
A képalkotás folyamatának vázlata

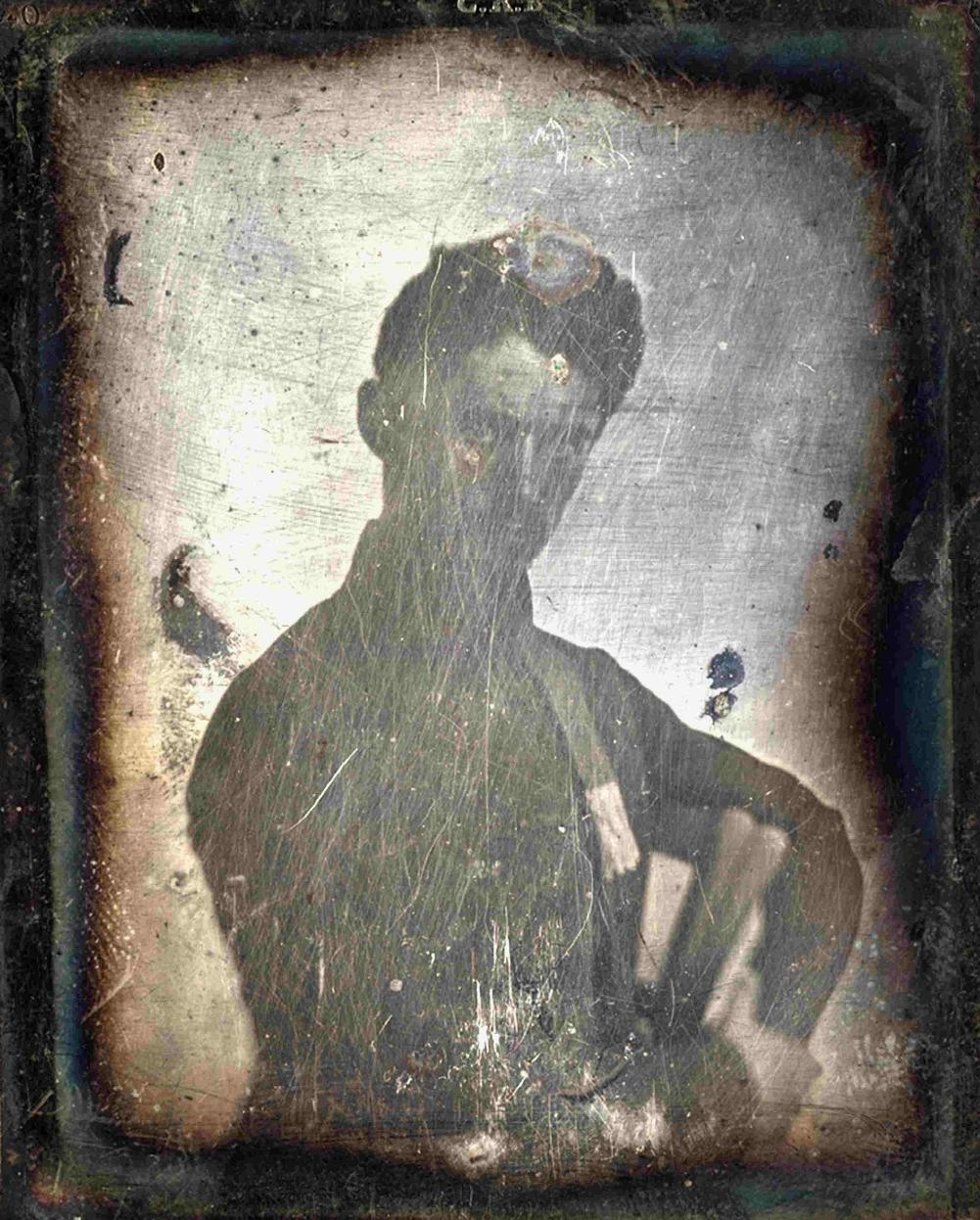
Petőfi Sándorról készült egyetlen fénykép (dagerrotípia, 1844)

Mai értelemben nem volt sokszorosítható, ezért gyakorlatilag minden megmaradt dagerrotípia egyedi műtárgy.
Az ezüstözött rézlemezt polírozták, majd tisztították. Az egész eljárás sikere múlt a tisztítás alaposságán. Ezután jód-, később bróm- vagy klórgőzben érzékenyítették, míg a lemez sötétsárga színűvé nem vált. Az érzékenyítéshez speciális fadobozt használtak, amelynek fenekén porcelán- vagy üvegtálban volt a jód.
A fényérzékeny lemezt a kamerába helyezve exponálták. A feltalálás idején még 15–30 perc volt az expozíciós idő, ez 1841-re 25-90 másodpercre, 1842-re pedig 10–60 másodpercre csökkent.
Speciális előhívóládában, gyertyával, majd borszeszégővel melegített higany gőzével hívták elő. A lemezen a több fényt ért pontokon több, a kevesebb fényt kapott pontokon kevesebb higany-ezüst amalgám keletkezett, amit ezt követően nátrium-tioszulfátban fixáltak. Ezután az elkészült képet az esetek egy részében további tartósítás céljából aranyporral vonták be. Egyébként színezett dagerrotípiák is készültek, amikor is speciális festési eljárás alkalmazásával kiszínezték az egyébként egyszínű fényképet.
A kész lemezt sérülékeny volta és a levegőben lévő gázok oxidáló hatásának kivédésére már a kezdetektől fogva légmentesen záródó, díszes védőcsomagolásba helyezték. Ennek karbantartása révén a lemezek többsége jó állapotban megőrizhető lett volna hosszú időn keresztül. A legtöbb károsodás e csomagolások hibáira, sérülésére vezethető vissza, ezek közül a leggyakoribb a légmentesség megszűnése vagy a védőüveg sérülése. Az oxidálódott lemezek tisztítása az 1850-es évektől az erőteljesen károsító cián-káliumos, később a valamivel gyengébben káros tiokarbamidos eljárással történt, ezzel a módszerrel viszont az oxidrétegen kívül a képi információ egy részét is eltávolították.Ennél jobbnak tűnő módszerek az elektrokémiaiak és a gáz plazmáseljárás, de egy 2013-as nanotechnológiai vizsgálat eredménye szerint tökéletes módszer erre a célra még nincsen.

## Anyaga
Ezüstözött rézlemez (általában 0,5 mm vastag), vagy (ritkábban) tiszta ezüstlemez. Az 1840-ben feltalált galván-ezüstözés 1845-től került be a fényképészeti gyakorlatba, addig hengerléssel és más mechanikus módszerekkel vittek fel vékony ezüstfóliát a rézlemezre.
Ismert volt az ún. „tűziezüstözés" technika is: ezüstamalgámot juttattak a rézlemezre, majd melegítéssel elpárologtatták a higanyt. Nem valószínű, hogy ezzel a módszerrel sok dagerrotip lemezt készítettek volna, mivel a legkisebb higanymaradvány is hibákat okozhatott a képen.
A lemezek különböző vastagságú ezüstréteggel kerültek forgalomba. A réteg vastagságát egyes gyártmányokon a minőségjelző ötvösjelek tudatták, melyeket főleg francia és néhány amerikai gyártású lemezen láthatunk. Ezek a jelek a 10 és 60 közötti tartományban ismertek, a leggyakoribb a technika fejlett, tömeges használati időszakában a 30 és a 40 jel, – jelentése: a rézlemez tömegének 1/30-ad vagy 1/40-ed része ezüst. Más ötvösjelek is találhatók egyes lemezeken, ezek jelentéséről további információk a hivatkozásokban.

### Méretei
A dagerrotípiák szabványos méretekben készültek:
1. mamutlemez: 33×43,2 cm
2. extralemez (imperial): 28×33 cm
3. teljes (egész) lemez: 16,5×21,6 cm
4. kétharmad lemez: 16,2×14,4 cm (sztereó dagerrotípiákhoz)
5. fél lemez: 16,5×12 cm
6. harmad lemez: 10,1×12,7, cm
7. negyed lemez: 11×8,3 cm
8. hatod lemez: 6,4×8,3 cm (Magyarországon ez a leggyakoribb)
9. nyolcad lemez: 8×5,4 cm
10. kilenced lemez: 7×5,4 cm